# Parajana
Parajana is een geslacht van vlinders van de familie Eupterotidae.

## Soorten
- P. gabunica Aurivillius, 1892
- P. lamani Aurivillius, 1906